# Laugardalur
Laugardalur (isländskt uttal: [ˈløiːɣarˌtaːlʏr̥]), är ett distrikt i Reykjavik, Island. Det ligger i den östra delen av centrala Reykjavik och hade 13 875 invånare vid folkräkningen 2015. Laugardalur består av de tio stadsdelarna: Tún, Teigar, Lækir, Laugarnes, Sund, Heimar, Langholt, Vogar, Skeifan och Fen.